# Аусса (султанат)
Султанат Аусса — государство, существовавшее с 1734 по 1936 годы. Находилось на севере Эфиопии. Пало в 1936 году под натиском Итальянского королевства во время Второй Итало-Эфиопской войны.

## История

### Имамат Аусса
Афарское общество традиционно делилось на мелкие государства, каждое из которых управлялось своим султаном.
Имамат Аусса был выделен из султаната Адаль в 1577 году, когда Мухаммед Джаса перенёс свою столицу из Харэра в Ауссу (Асайита) с выделением из султаната Адаль имарата Ауссу.
В 1647 году правители Харэрского эмирата откололись, образовав собственное государство. В 1672 году имамат Ауссы был разрушен афарским кланом Мудайто, которые воспользовавшись упадком имамата основали своё собственное государство, султанат Аусса. В какой-то момент после 1672 года Аусса отказался в связи с зарегистрированным восхождением на престол имама Умара Дина бин Адама.

### Колониальный период
В 1865 году Королевство Италия купила Ассеб от местного султана (который стал колонией Эритреи в 1890 году) и побудил султана Махаммеда подписать с этой страной несколько договоров. В результате эфиопский император Менелик II разместил армию возле Ауссы, чтобы «убедиться, что султан Аусы не выполнит свое обещание о полном сотрудничестве с Италией во время Первой итало-эфиопской войны».

### Вторая итало-эфиопская война
Во время Второй итало-эфиопской войны султан Мухаммад Яййо согласился сотрудничать с итальянскими захватчиками.
К 1 апреля 1936 года итальянские войска завершили оккупацию богатого султаната Аусса, граничащего с Французским Сомали. В результате в 1943 году восстановленное эфиопское правительство направило военную экспедицию, которая захватила султана Мухаммада Яййо и возвела на престол одного из его родственников. Во время визита в Рим султан Мухаммад Яййо встретился с Бенито Муссолини в Палаццо Венеция и произнёс речь о своей верности Итальянской империи.